# Megan Leigh
Megan Leigh (Oakland, California; 2 de marzo de 1964 - Condado de Solano, California; 16 de junio de 1990) era una actriz pornográfica y estríper estadounidense.

## Biografía
Leigh, nombre artístico de Michelle Marie Schei, nació en Oakland en 1964. A los 14 años se fugó de casa por primera vez. Dos años después, con 16 años, se marchó a Guam para trabajar en un salón de masajes.
En 1987 entró en la industria pornográfica y debutó como actriz porno a los 23 años. Trabajó para estudios como Vivid, Wet Video, Caballero, VCA Pictures, Fat Dog, Zane, Pleasure, Lipstik, VCR Productions, Lipstik Video, Metro, Moonlight o Bizarre, entre otros.
En 1989 recibió su única nominación en los Premios AVN en la categoría de Mejor escena de sexo en grupo, junto a Shanna McCullough y Mike Horner, por Love Lies.
El 16 de junio de 1990, el cuerpo de Leigh fue descubierto en su domicilio del Condado de Solano, en California. Había muerto, a los 26 años, por una herida de bala autoinflingida en la cabeza. Según la autopsia, se descubrió que Leigh había consumido una dosis letal de Valium.
Hasta la fecha de su muerte había aparecido en un total de 163 películas.
Algunas películas suyas fueron Asspiring Actresses, Best of Deep Throat, Catwoman, Dirty Laundry, Eternal Lust, Girl World, In all the Right Places, Love on the Run, One Wife to Give, Prom Girls, Sorority Pink o Twilight Moans.

## Premios y nominaciones
| Año  | Ceremonia   | Resultado | Premio                        | Trabajo   |
| ---- | ----------- | --------- | ----------------------------- | --------- |
| 1989 | Premios AVN | Nominada  | Mejor escena de sexo en grupo | Love Lies |